# Drumettaz-Clarafond
Drumettaz-Clarafond és un municipi francès situat al departament de la Savoia i a la regió d'Alvèrnia-Roine-Alps. L'any 2007 tenia 2.315 habitants.

## Demografia

### Població
El 2007 la població de fet de Drumettaz-Clarafond era de 2.315 persones. Hi havia 849 famílies de les quals 178 eren unipersonals (78 homes vivint sols i 100 dones vivint soles), 251 parelles sense fills, 364 parelles amb fills i 56 famílies monoparentals amb fills.
La població ha evolucionat segons el següent gràfic:
Habitants censats

### Habitatges
El 2007 hi havia 971 habitatges, 881 eren l'habitatge principal de la família, 49 eren segones residències i 40 estaven desocupats. 761 eren cases i 209 eren apartaments. Dels 881 habitatges principals, 707 estaven ocupats pels seus propietaris, 152 estaven llogats i ocupats pels llogaters i 23 estaven cedits a títol gratuït; 26 tenien una cambra, 42 en tenien dues, 124 en tenien tres, 205 en tenien quatre i 484 en tenien cinc o més. 698 habitatges disposaven pel capbaix d'una plaça de pàrquing. A 326 habitatges hi havia un automòbil i a 512 n'hi havia dos o més.

### Piràmide de població
La piràmide de població per edats i sexe el 2009 era:
| Homes | Edats   | Dones |
| ----- | ------- | ----- |
| 0     | 95 o +  | 0     |
| 4     | 90 a 94 | 4     |
| 0     | 85 a 89 | 0     |
| 4     | 80 a 84 | 36    |
| 16    | 75 a 79 | 12    |
| 40    | 70 a 74 | 40    |
| 40    | 65 a 69 | 64    |
| 48    | 60 a 64 | 44    |
| 48    | 55 a 59 | 64    |
| 76    | 50 a 54 | 76    |
| 60    | 45 a 49 | 68    |
| 96    | 40 a 44 | 76    |
| 88    | 35 a 39 | 80    |
| 60    | 30 a 34 | 84    |
| 60    | 25 a 29 | 48    |
| 44    | 20 a 24 | 28    |
| 60    | 15 a 19 | 64    |
| 72    | 10 a 14 | 52    |
| 68    | 5 a 9   | 100   |
| 52    | 0 a 4   | 44    |

## Economia
El 2007 la població en edat de treballar era de 1.537 persones, 1.193 eren actives i 344 eren inactives. De les 1.193 persones actives 1.133 estaven ocupades (599 homes i 534 dones) i 61 estaven aturades (26 homes i 35 dones). De les 344 persones inactives 119 estaven jubilades, 134 estaven estudiant i 91 estaven classificades com a «altres inactius».

### Ingressos
El 2009 a Drumettaz-Clarafond hi havia 929 unitats fiscals que integraven 2.425 persones, la mediana anual d'ingressos fiscals per persona era de 22.747 €.

### Activitats econòmiques
Dels 172 establiments que hi havia el 2007, 1 era d'una empresa alimentària, 4 d'empreses de fabricació de material elèctric, 13 d'empreses de fabricació d'altres productes industrials, 33 d'empreses de construcció, 41 d'empreses de comerç i reparació d'automòbils, 3 d'empreses de transport, 3 d'empreses d'hostatgeria i restauració, 3 d'empreses d'informació i comunicació, 5 d'empreses financeres, 6 d'empreses immobiliàries, 31 d'empreses de serveis, 25 d'entitats de l'administració pública i 4 d'empreses classificades com a «altres activitats de serveis».
Dels 41 establiments de servei als particulars que hi havia el 2009, 8 eren tallers de reparació d'automòbils i de material agrícola, 1 taller d'inspecció tècnica de vehicles, 2 paletes, 4 guixaires pintors, 11 fusteries, 2 lampisteries, 4 electricistes, 4 empreses de construcció, 1 perruqueria, 1 veterinari, 2 restaurants i 1 tintoreria.
Dels 13 establiments comercials que hi havia el 2009, 1 era un hipermercat, 1 un supermercat, 1 una fleca, 1 una llibreria, 4 botigues de mobles, 3 botigues de material esportiu, 1 una perfumeria i 1 una floristeria.
L'any 2000 a Drumettaz-Clarafond hi havia 20 explotacions agrícoles que ocupaven un total de 320 hectàrees.

## Equipaments sanitaris i escolars
L'únic equipament sanitari que hi havia el 2009 era una farmàcia.
El 2009 hi havia 1 escola maternal i 1 escola elemental. Drumettaz-Clarafond disposava d'un liceu tecnològic amb 85 alumnes.

## Poblacions més properes
El següent diagrama mostra les poblacions més properes.